# Capnogryllacris erythrocephala
Capnogryllacris erythrocephala är en insektsart som beskrevs av Andrej Vasiljevitj Gorochov 2003. Capnogryllacris erythrocephala ingår i släktet Capnogryllacris och familjen Gryllacrididae.

## Underarter
Arten delas in i följande underarter:
- C. e. borealis
- C. e. erythrocephala